# Ramipril
Le ramipril est une molécule utilisée comme antihypertenseur de la famille des inhibiteurs de l'enzyme de conversion. Il est utilisé pour traiter l'hypertension artérielle et l'insuffisance cardiaque congestive et permet d'améliorer la survie après un infarctus du myocarde ou un accident ischémique,. Il est aussi utilisé dans la prévention des complications de pathologies artérielles et du diabète ainsi qu'en médecine vétérinaire notamment pour traiter l'insuffisance cardiaque canine et la cardiomyopathie hypertrophique féline.

## Pharmacologie

### Pharmacocinétique

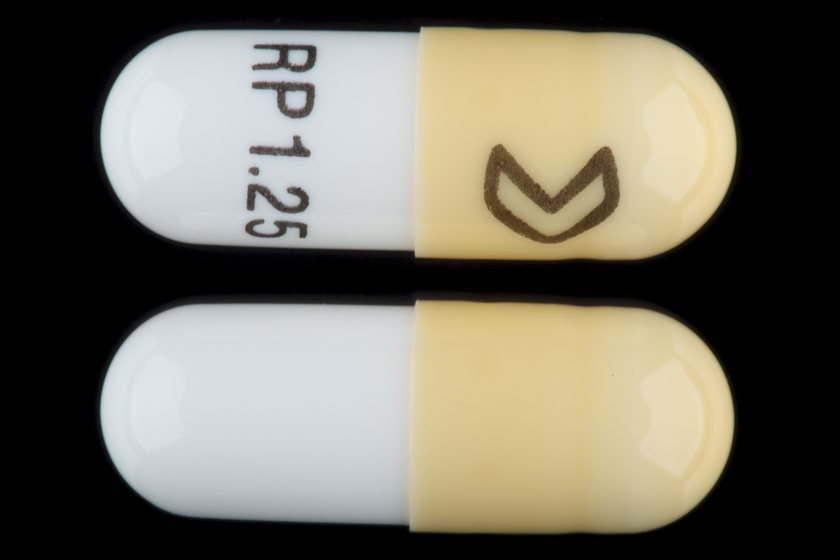
Gélule orale de Ramipril, 1.25 mg

Le ramipril est une prodrogue. À la suite d'une prise par voie orale, il est rapidement absorbé dans le tractus gastro-intestinal , indépendamment de la présence d'aliments dans l'estomac, puis est hydrolysé en ramiprilate dans le foie , qui est le métabolite actif. Le pic de concentration plasmatique est atteint en environ 1 heure avec une action sur la pression artérielle débutant dans les 2 heures et durant environ 24 heures. Du fait de leurs groupements hydrophiles comme le l'acide carboxylique, le ramipril et son métabolite le ramiprilate sont éliminés par voie urinaire à hauteur de 60 % contre 40 % dans les selles, contraignant à un ajustement du dosage dans le cas de patients souffrant d'insuffisance rénale chronique. D'autres métabolites sont également produits notamment par glucurono-conjugaison.
La demi-vie biologique du ramiprilate est de 13 à 17 heures, tandis que le ramipril est lui éliminé avec une demi-vie plasmatique de 1 à 5 heures.

### Pharmacodynamie et effets
Il s'agit avant tout d'un inhibiteur de l'enzyme de conversion, enzyme responsable de la conversion de l'angiotensine I en angiotensine II, un vasoconstricteur d'action directe. Le ramipril diminue alors la concentration de l'angiotensine II contribuant à une vasodilatation artérielle faisant baisser la pression artérielle par diminution des résistances périphériques. Cette enzyme se situant au cœur du Système rénine-angiotensine-aldostérone, le ramipril diminue la libération d'aldostérone, diminuant ainsi la réabsorption de sodium et d'eau au niveau du rein. En résulte une baisse de la précharge et de la postcharge cardiaque mais n'augmente pas dramatiquement la fréquence cardiaque de manière réflexe,. Dans l'infarctus du myocarde aigu, il améliore la fraction d'éjection ventriculaire gauche ainsi que la capacité à l'effort.
Il augmente, de même, le taux de bradykinine, un vasodilatateur, car l'enzyme de conversion est également responsable du catabolisme de cette dernière. Cette augmentation contribuerait à l'effet antihypertenseur du ramipril et serait responsable de la toux sèche observée comme effet indésirable chez certains patients.
Il augmenterait la sensibilité plaquettaire au monoxyde d'azote (NO). Comme tous les IEC (Inhibiteurs de l'Enzyme de Conversion), le ramipril provoque une toux sèche ainsi que d'autres manifestations allergiques, rash/exanthème, éosinophilie, anémie, hypotension, tachycardie, angor et rarement d'autres troubles cardiaques comme une péricardite. Du fait de l'effet sur le système rénine-angiotensine-aldostérone, les IEC peuvent causer :
- une hyperkaliémie, aggravée en cas d'association avec les diurétiques épargneurs de potassium comme la Spironolactone.
- hyponatrémie, aggravée en cas d'association avec des AINS (Anti-inflammatoire non stéroïdiens) comme l'Ibuprofène.
- hypoglycémie (menant ainsi à la prudence lors de l'utilisation concomittante de médicaments hypoglycémiants comme les antidiabétiques),
- hyperthermie
- diarrhées
- des manifestations de toxicité rénale (glomérulonéphrite, syndrôme néphrotique) contre-indiquant les IEC avec d'autres néphrotoxiques comme les antibiotiques aminoglycosides. De rares cas d'hépatotoxicité et de pancréatites ont également été rapportés.

## Efficacité dans les maladies cardiovasculaires
Il diminue la mortalité et la morbidité dans les suites d'un infarctus du myocarde compliqué d'insuffisance cardiaque.
Chez le patient porteur d'une maladie vasculaire et avec des facteurs de risque cardiovasculaire, l'administration de ramipril diminue la mortalité ainsi que le risque de survenue d'un infarctus du myocarde ou d'un accident vasculaire cérébral.
On utilise également le ramipril pour prévenir les complications microvasculaires du diabète, notamment au niveau rénal ainsi que dans le traitement de la Néphropathie glomérulaire diabétique.
Sa posologie dans la plupart des indications est de 2,5 à 10 mg par jour avec en général une phase d'initiation du traitement à plus faible dose puis une phase d'entretien avec augmentation progressive des posologies jusqu'à efficacité satisfaisante sur les paramètres hémodynamiques.

## Contre-indications[2]
La prise de ramipril est formellement contre-indiquée pendant la grossesse et l'allaitement, particulièrement pendant les deuxième et troisième trimestres de la grossesse car il peut causer un dysfonctionnement du rein chez le fœtus ainsi qu'une malformation des os du crâne.
Le ramipril est également contre-indiqué chez les patients souffrant d'angioœdèmes (particulièrement Œdèmes de Quincke idiopathiques et angioneurotiques héréditaires) , dans l'insuffisance rénale anurique, dans la sténose artérielle rénale et dans l'hypotension artérielle.

## Spécialités contenant du ramipril
- Médicaments contenant du ramipril commercialisés en France[11] :
  - Triatec ;
  - Cotriatec (en association avec de l'hydrochlorothiazide) ;
  - ramipril générique des laboratoires Actavis, Almus, Alter, Arrow, Biogaran, Bouchara, EG, Isomed, Mylan, Qualimed, Rambaxy, Ratiopharm, Sandoz, TEVA Laboratoires, Winthrop et Zydus.

- Médicaments contenant du ramipril commercialisés dans d'autres pays :
  - Ramipro ;
  - Tritace ;
  - Altace.

- Médicaments vétérinaires contenant du ramipril :
  - Vasotop.